# Circondario di Hannover
Il circondario di Hannover (in tedesco Landkreis Hannover) è stato, fino al 2001, un circondario (Landkreis) della Bassa Sassonia, in Germania.
Capoluogo e centro maggiore era Hannover.

## Comuni
Nel 2001, all'epoca della soppressione, il circondario contava 20 comuni.
- Barsinghausen
- Burgdorf
- Burgwedel
- Garbsen
- Gehrden
- Hemmingen
- Isernhagen
- Laatzen
- Langenhagen
- Lehrte

- Neustadt am Rübenberge
- Pattensen
- Ronnenberg
- Seelze
- Sehnde
- Springe
- Uetze
- Wedemark
- Wennigsen am Deister
- Wunstorf

## Comuni soppressi già appartenenti al circondario
- Ahlem
- Almhorst
- Anderten
- Argestorf
- Arnum
- Bantorf
- Barrigsen
- Bemerode
- Benthe
- Bothfeld
- Bredenbeck
- Brink
- Degersen
- Devese
- Ditterke
- Döhren
- Döteberg
- Eckerde
- Egestorf
- Empelde
- Engelbostel
- Everloh
- Evestorf
- Godshorn
- Goltern
- Göxe
- Grasdorf
- Groß Munzel
- Groß-Buchholz
- Großgoltern
- Gümmer
- Hainholz
- Harenberg
- Harkenbleck
- Heitlingen
- Hemmingen-Westerfeld
- Herrenhausen
- Hiddestorf
- Hohenbostel
- Holtensen bei Weetzen
- Holtensen bei Wunstorf
- Ihme-Roloven
- Kaltenweide

- Kirchdorf
- Kirchrode
- Kirchwehren
- Klein-Buchholz
- Koldingen
- Krähenwinkel
- Landringhausen
- Langenforth
- Langreder
- Lathwehren
- Lemmie
- Lenthe
- Letter
- Leveste
- Linderte
- List
- Lohnde
- Misburg
- Müllingen
- Nordgoltern
- Northen
- Ohlendorf
- Ostermunzel
- Redderse
- Reden
- Rethen
- Schulenburg
- Sorsum
- Stemmen
- Stöcken
- Vahrenwald
- Velber
- Vinnhorst
- Vörie
- Wassel
- Weetzen
- Wettbergen
- Wichtringhausen
- Wilkenburg
- Winninghausen
- Wülfel
- Wülferode